# Centro do Guilherme

Centro do Guilherme este un oraș în Maranhão (MA), Brazilia.